# 天狗ノ森
天狗ノ森（てんぐのもり）は、愛媛県上浮穴郡久万高原町と高知県高岡郡津野町と吾川郡仁淀川町にまたがる山。標高1,485.0m。四国カルスト台地の東部にある天狗高原の最高地点である。
天狗高原は、大野ヶ原から鳥形山まで東西25kmに及ぶ四国カルストの東部に位置し、西側はカレンやドリーネをちりばめた高原であるのに対し、東側は原生林を残した深山の様相を呈している。三角点のある最高地点の天狗ノ森への登山は天狗荘の駐車場から東へ登り始め、瀬戸見ノ森展望台を経て約50分もあれば立てる。さらに東へ姫百合平、黒滝山、大引割小引割へ登山道は続いている。

## ギャラリー

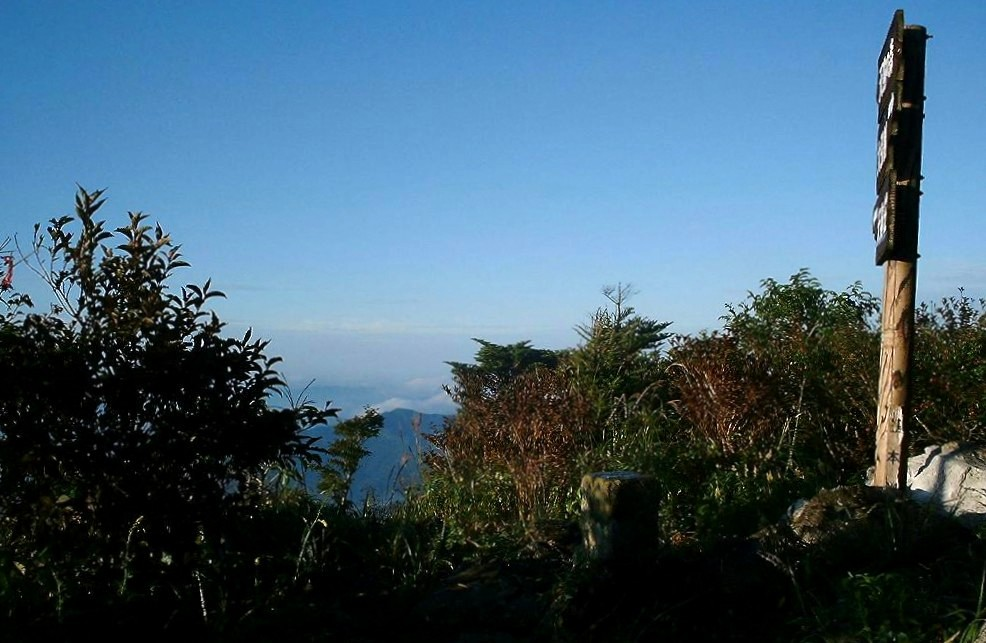
天狗ノ森の頂上
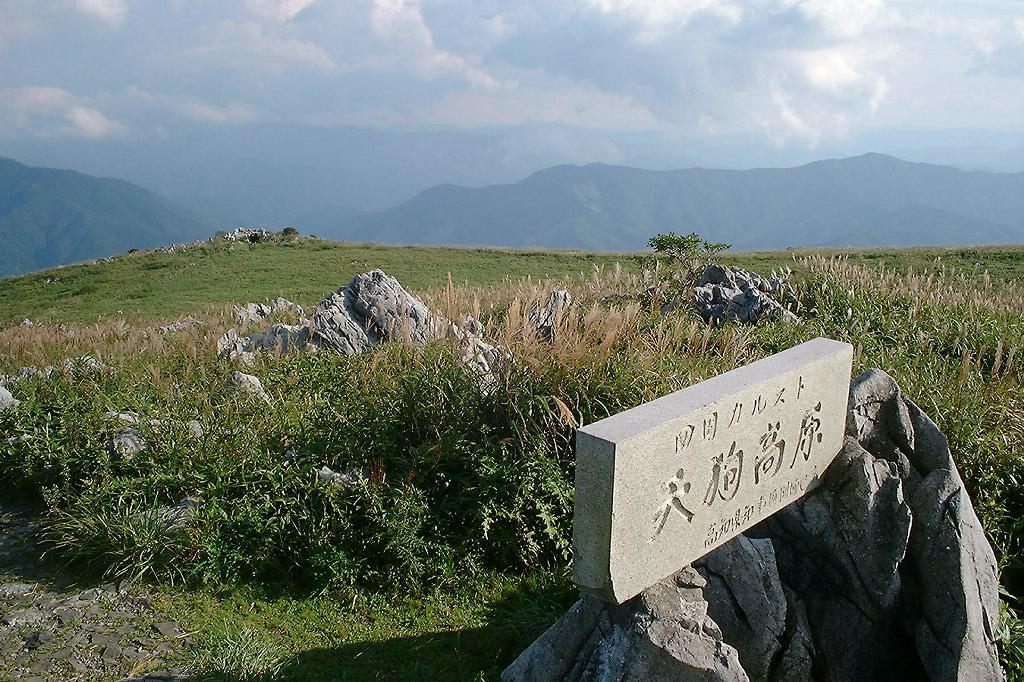
天狗高原の碑
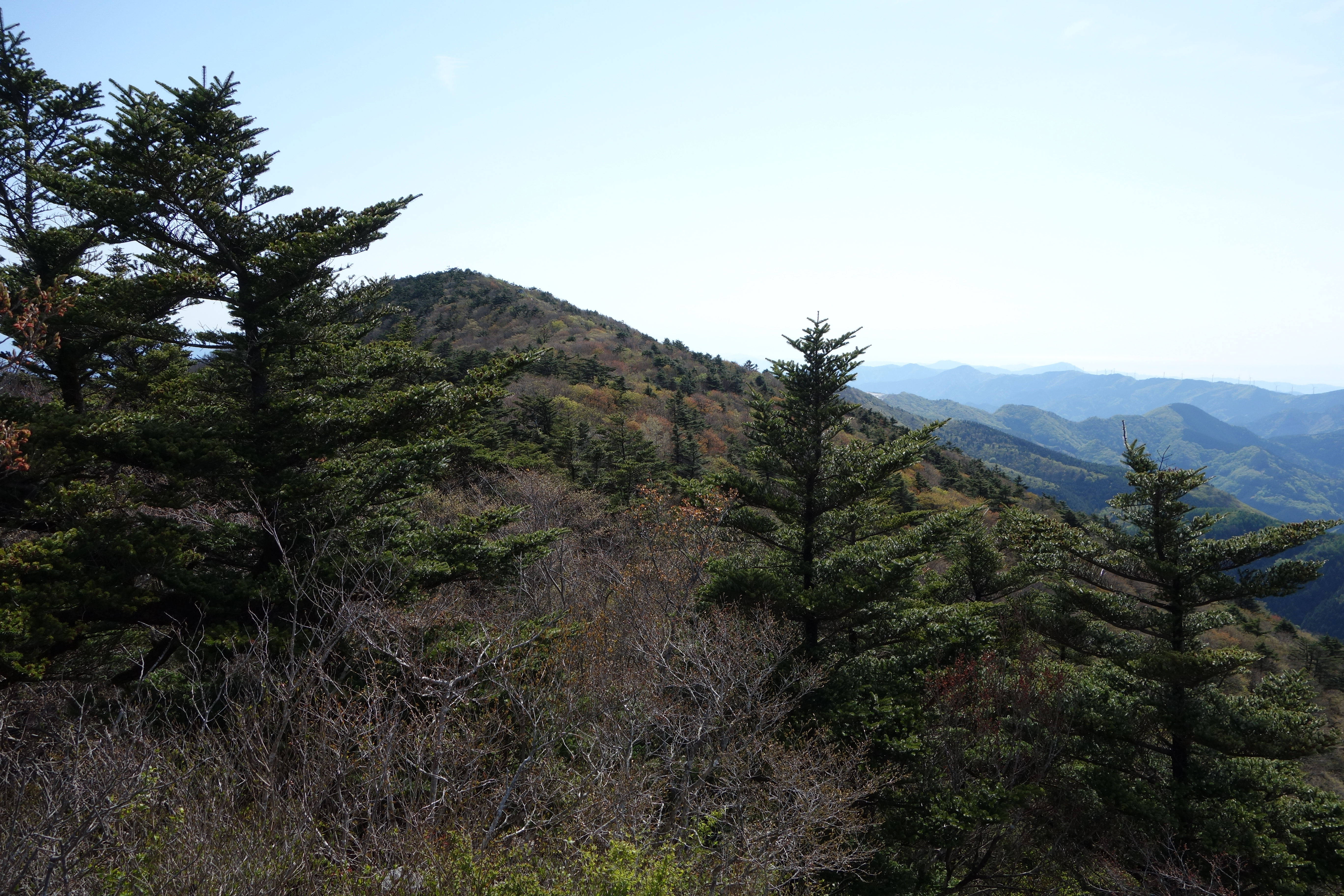
西側登山道から天狗ノ森を眺める
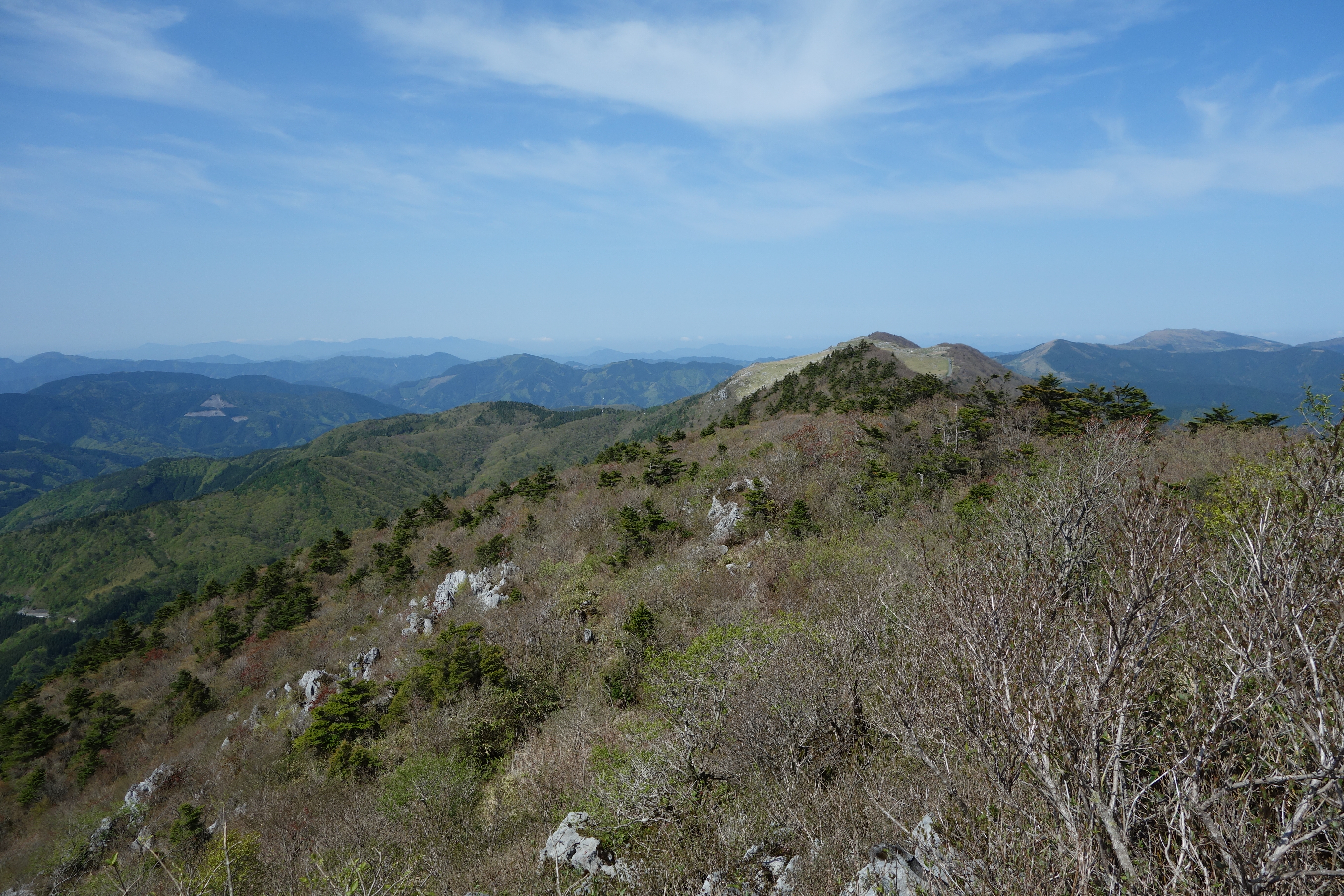
天狗ノ森から天狗高原方面
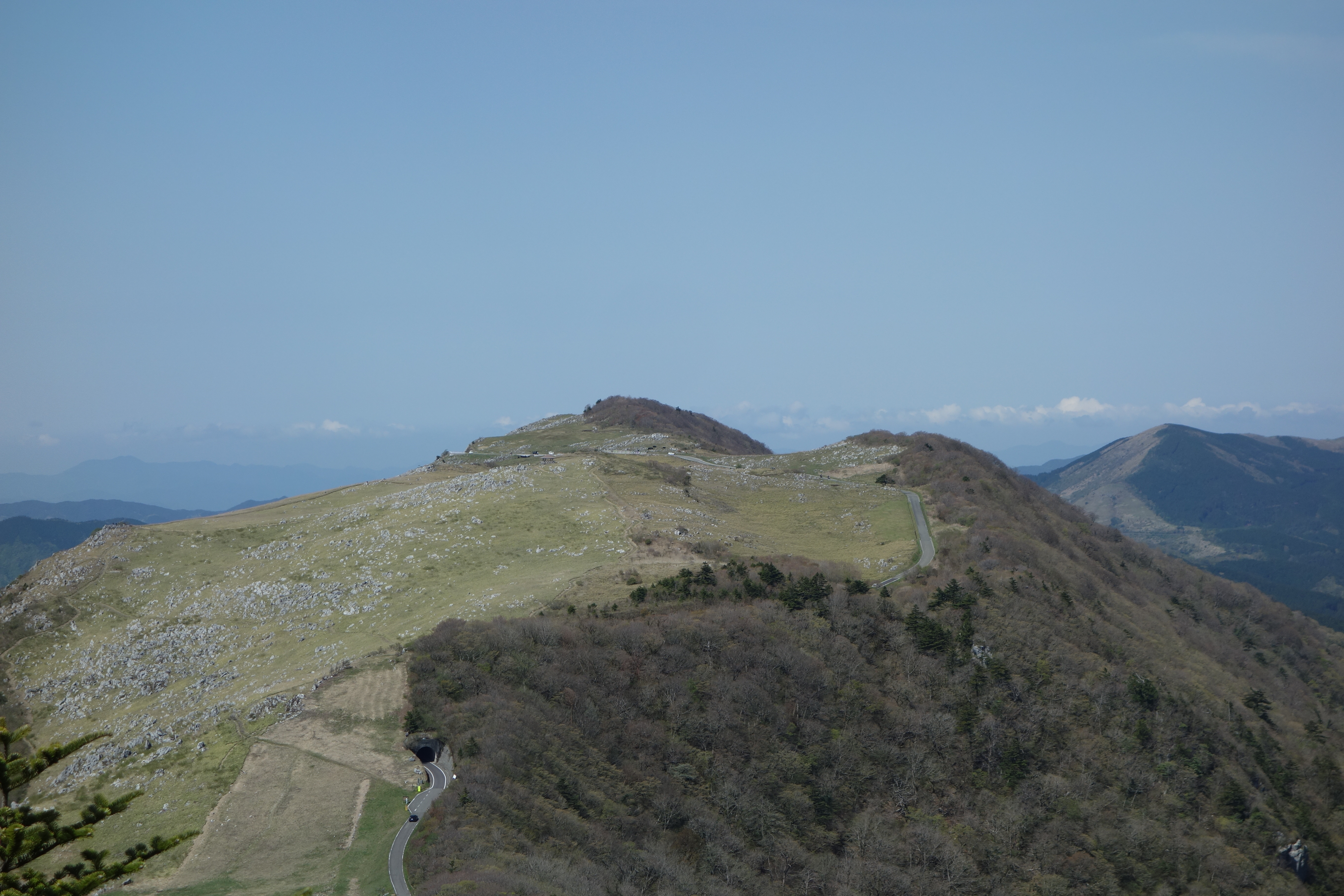
瀬戸見の森展望台から天狗高原方面
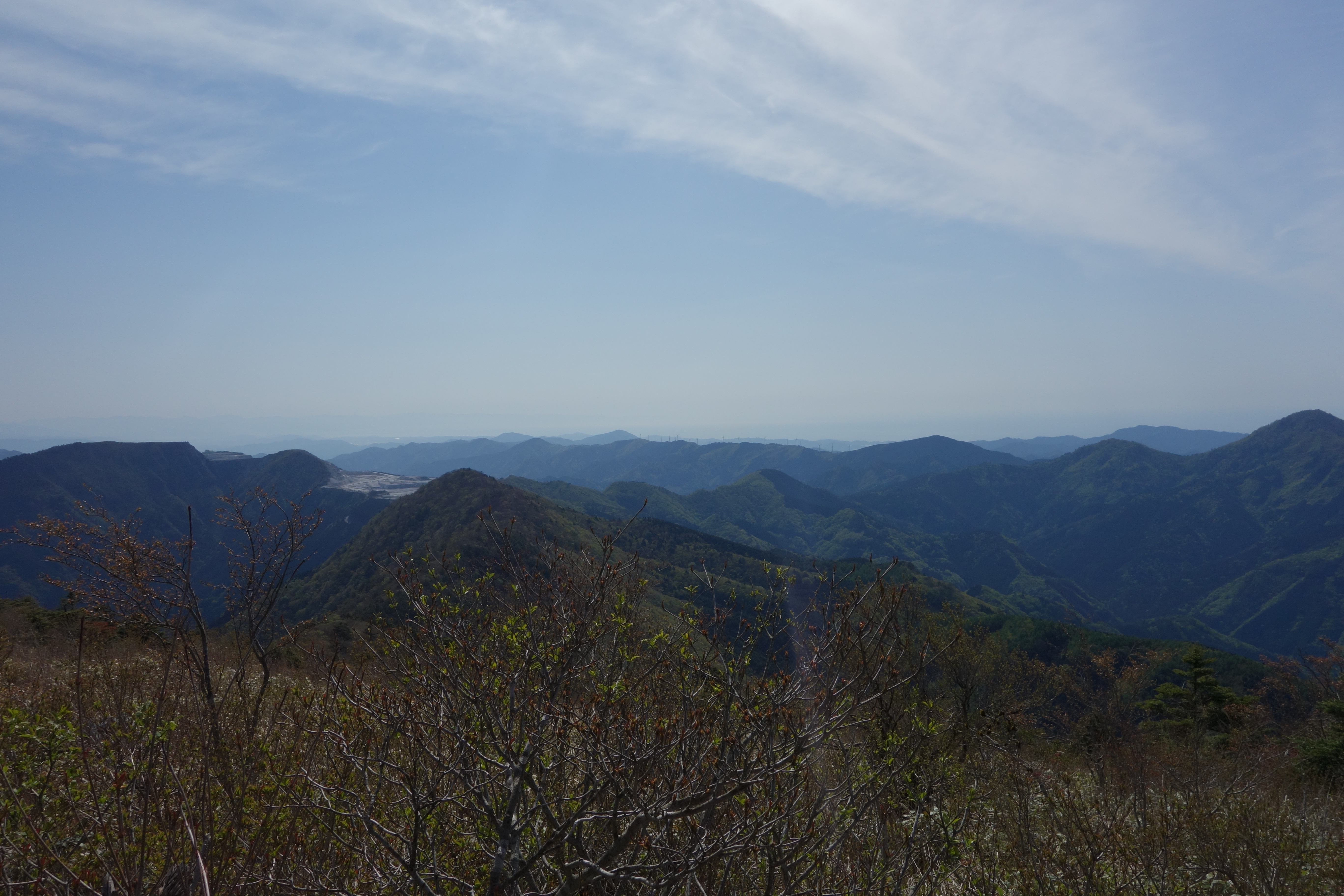
天狗ノ森から日鉄鉱業鳥形山鉱業所と土佐湾
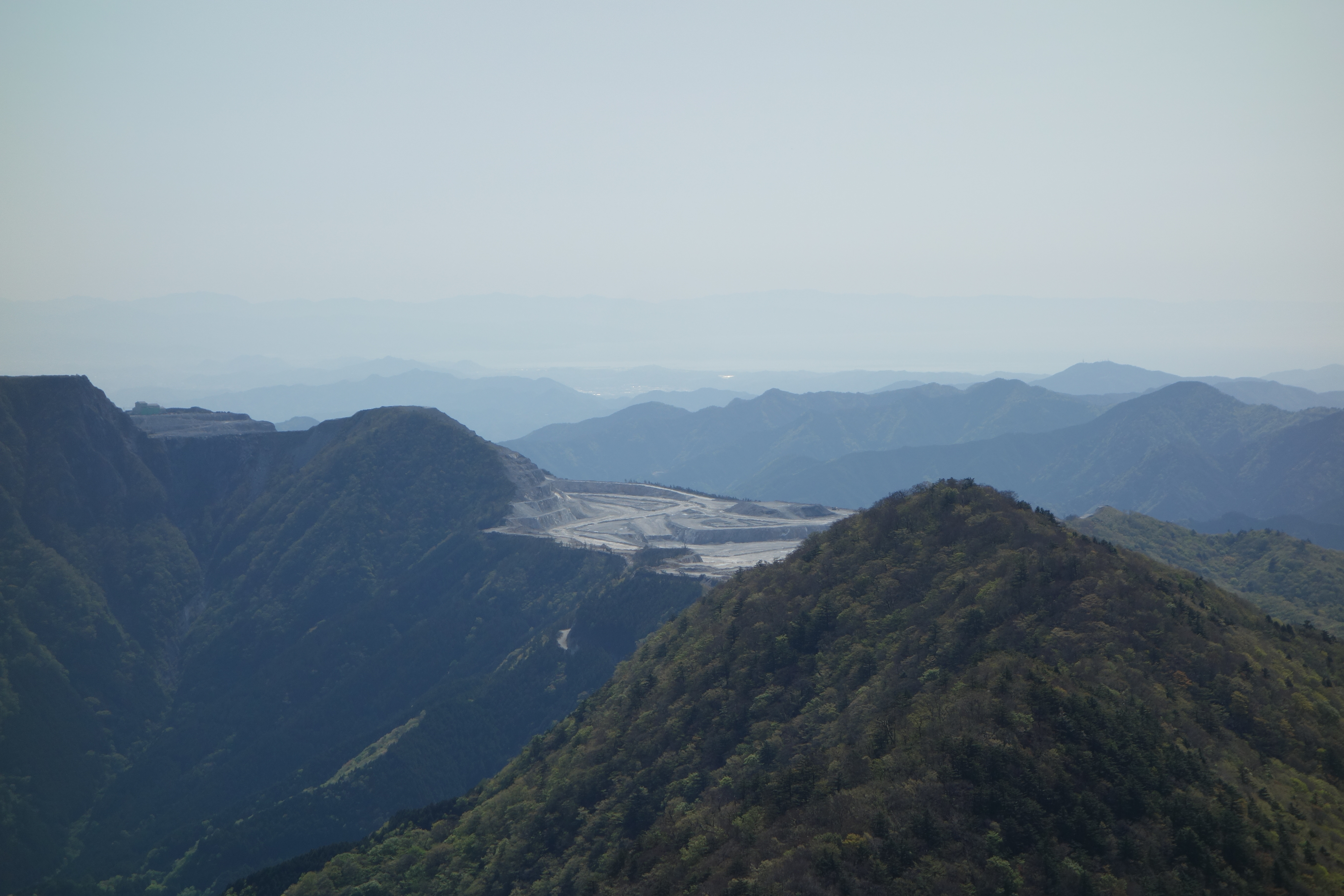
天狗ノ森から日鉄鉱業鳥形山鉱業所と土佐湾
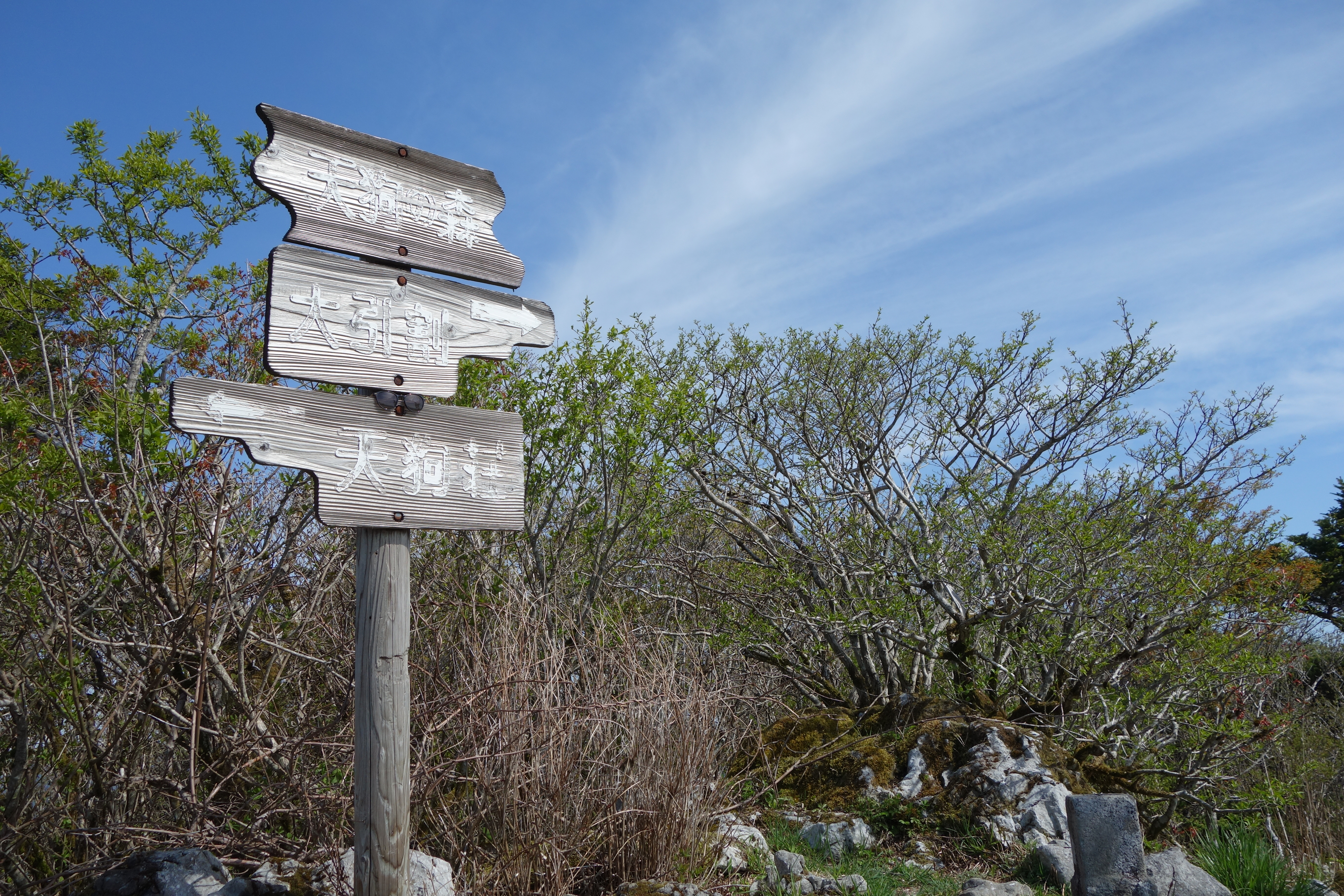
天狗ノ森山頂